# Argostemma flavescens
Argostemma flavescens är en måreväxtart som beskrevs av Reinier Cornelis Bakhuizen van den Brink. Argostemma flavescens ingår i släktet Argostemma och familjen måreväxter. Inga underarter finns listade i Catalogue of Life.